# Маракайбо (озеро)
Маракайбо (ісп. Lago de Maracaibo) — велике солонувате озеро у Венесуелі. Озеро з'єднується на півночі з Венесуельською затокою мілкою протокою (глибина 2—4 м) і живиться водою з безлічі струмків і річок, найбільша з яких, річка Кататумб, становить 13 210 км², це також одне з найдавніших озер на Землі (за деякими оцінками — друге за старовиною). На берегах озера мешкає майже чверть населення Венесуели.
Через озеро Маракайбо лежить морський шлях до двох портів: Маракайбо і Кабімас. У басейні озера Маракайбо є великі запаси нафти, унаслідок чого озеро служить джерелом добробуту Венесуели. Спеціально проритий глибокий канал в озері дозволяє заходити туди океанським суднам. Міст Генерала Рафаеля Урданети (Puente General Rafael Urdaneta) 8 км довжиною, відкритий в 1962 році), перекинутий через протоку до моря, є одним з найдовших мостів у світі.

## Річки
У водойму впадає безліч струмків і річок. Найбільшою є річка Кататумбо. Протікає вона по землях Колумбії та Венесуели. Її довжина становить 338 км. Решта річок значно дрібніші.
У районі гирла Кататумбо спостерігаються цікаві атмосферні явища. Це блискавки, які виблискують по 10 годин на добу протягом 160 днів на рік. Загалом налічується близько 1,2 млн грозових розрядів за рік: це найактивніше за атмосферною електрикою місце на планеті. Світло від грозової активності можна побачити на відстані 400 км.

## Історія
У 1499 році Алонсо де Охеда відкрив озеро Маракайбо і дав країні назву Венесуела — «Маленька Венеція». Порт Маракайбо був заснований в 1529 році на західній стороні озера. У липні 1823 року тут відбулася битва при Маракайбо, що зіграла важливу роль у війні за незалежність Венесуели.
Видобуток нафти в басейні почався в 1914 році, свердловини були пробурені компанією Bataafsche Petroleum Maatschappij, попередником Royal Dutch Shell.

## Поселення
Декілька сіл, побудовані прямо в озері на палях, досі існують в південній і південно-західній частині озера. Ці села відрізані від благ сучасної цивілізації, вони вимирають, а мешканці хворіють на багато хвороб, зокрема хворобу Гантінгтона, більш відому як танець святого Віта.

## Галерея

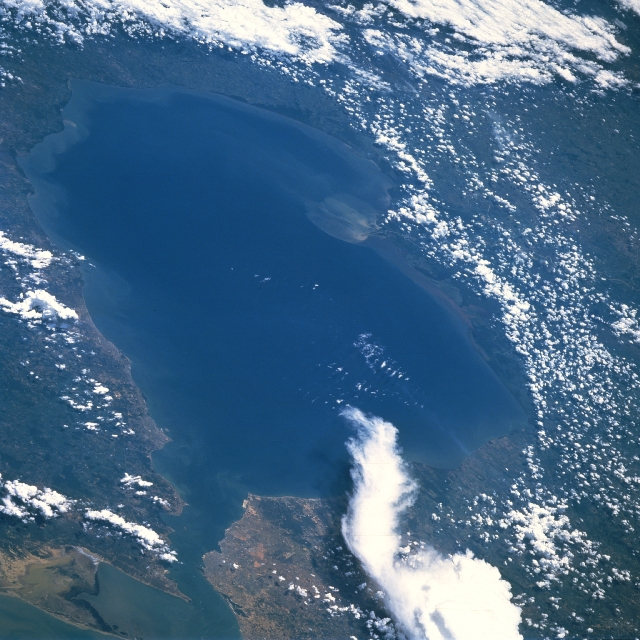
Знімок з космосу
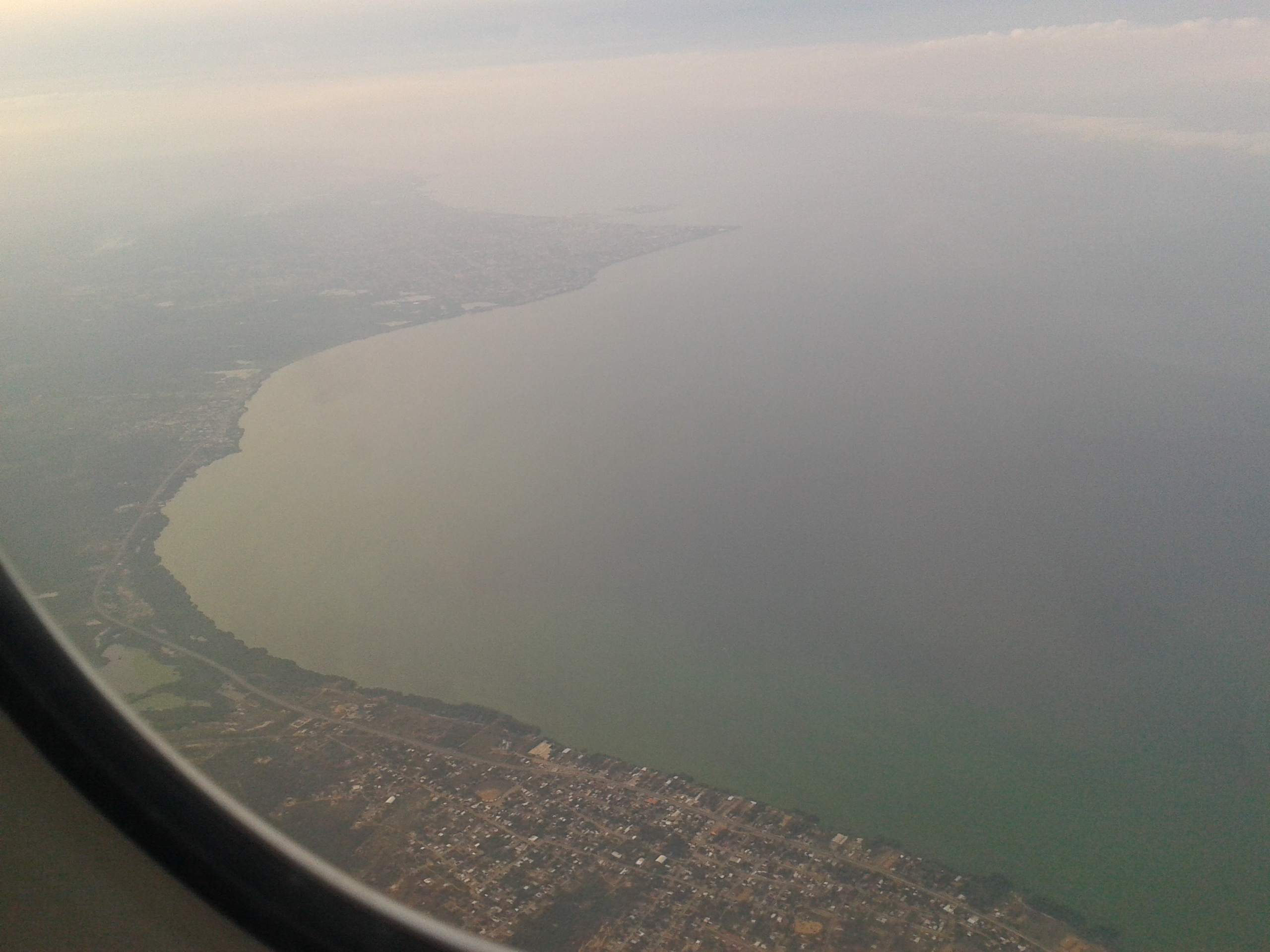
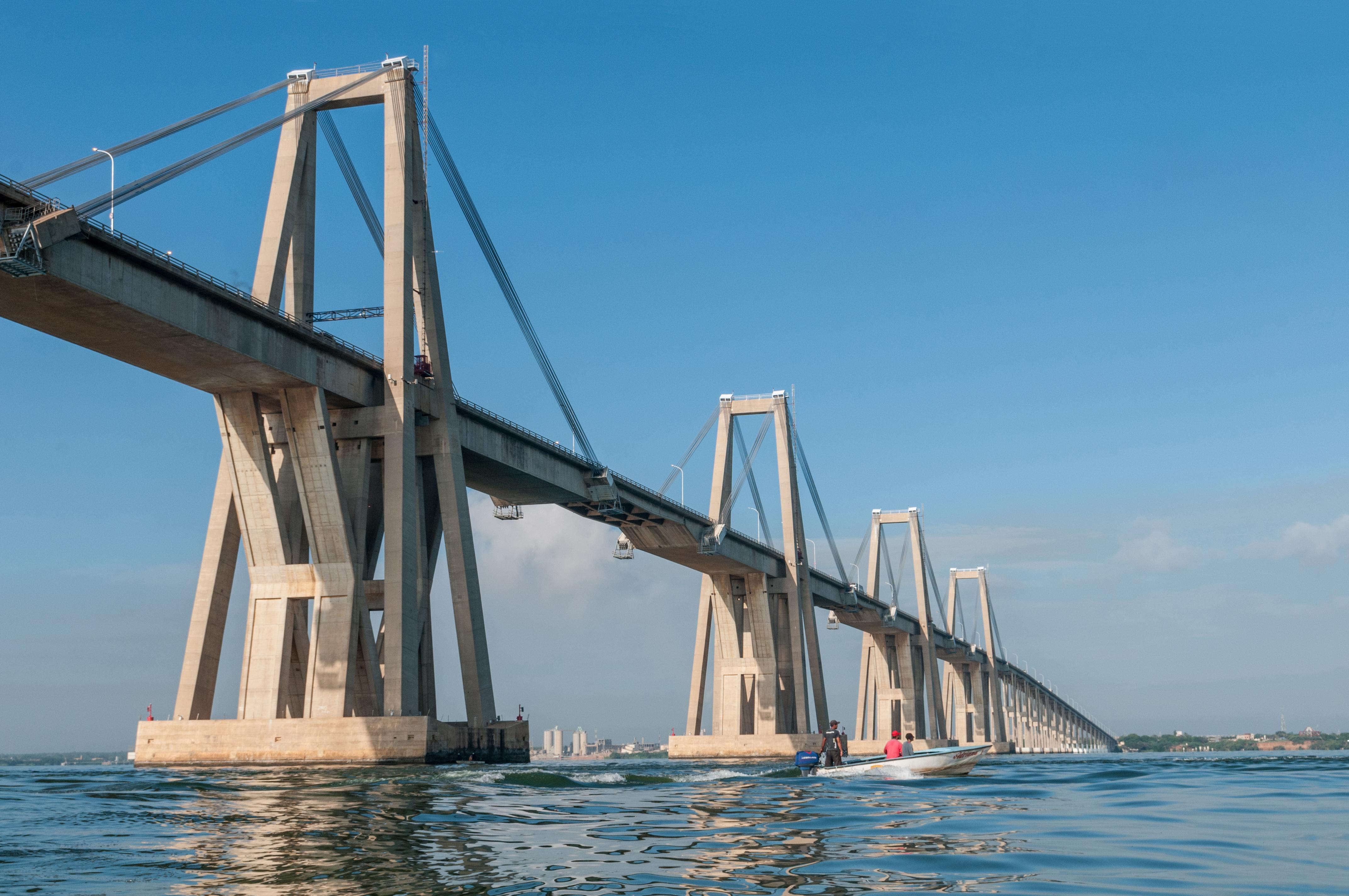
Міст Генерала Рафаеля Урданети
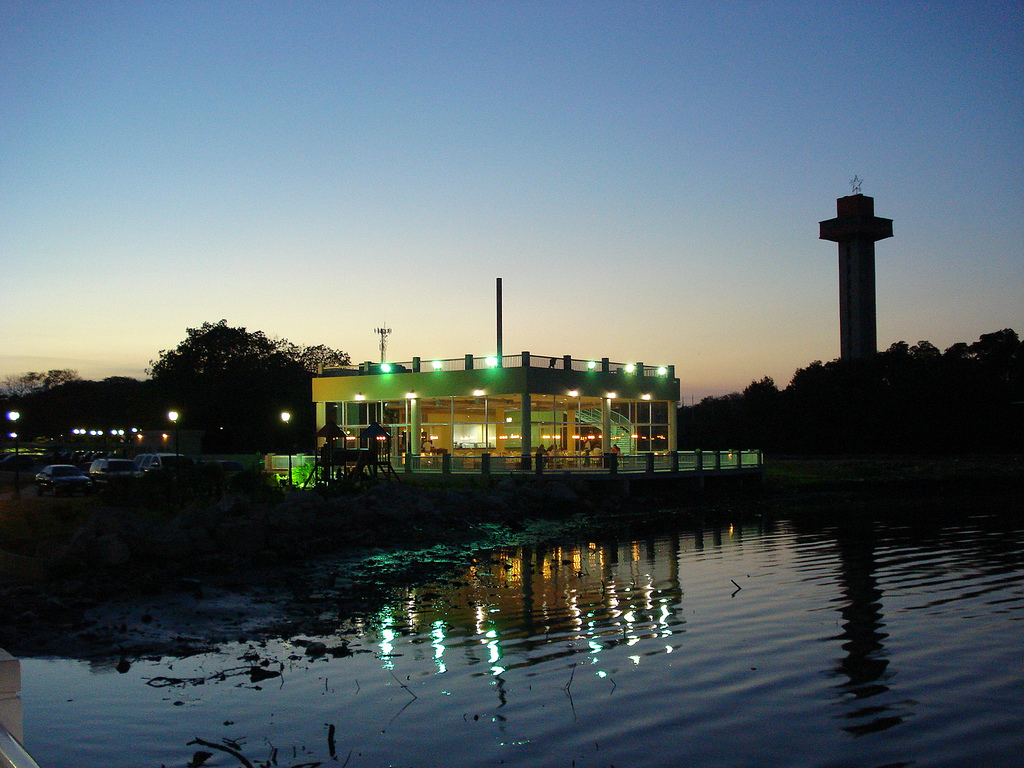
Ресторан на березі озера
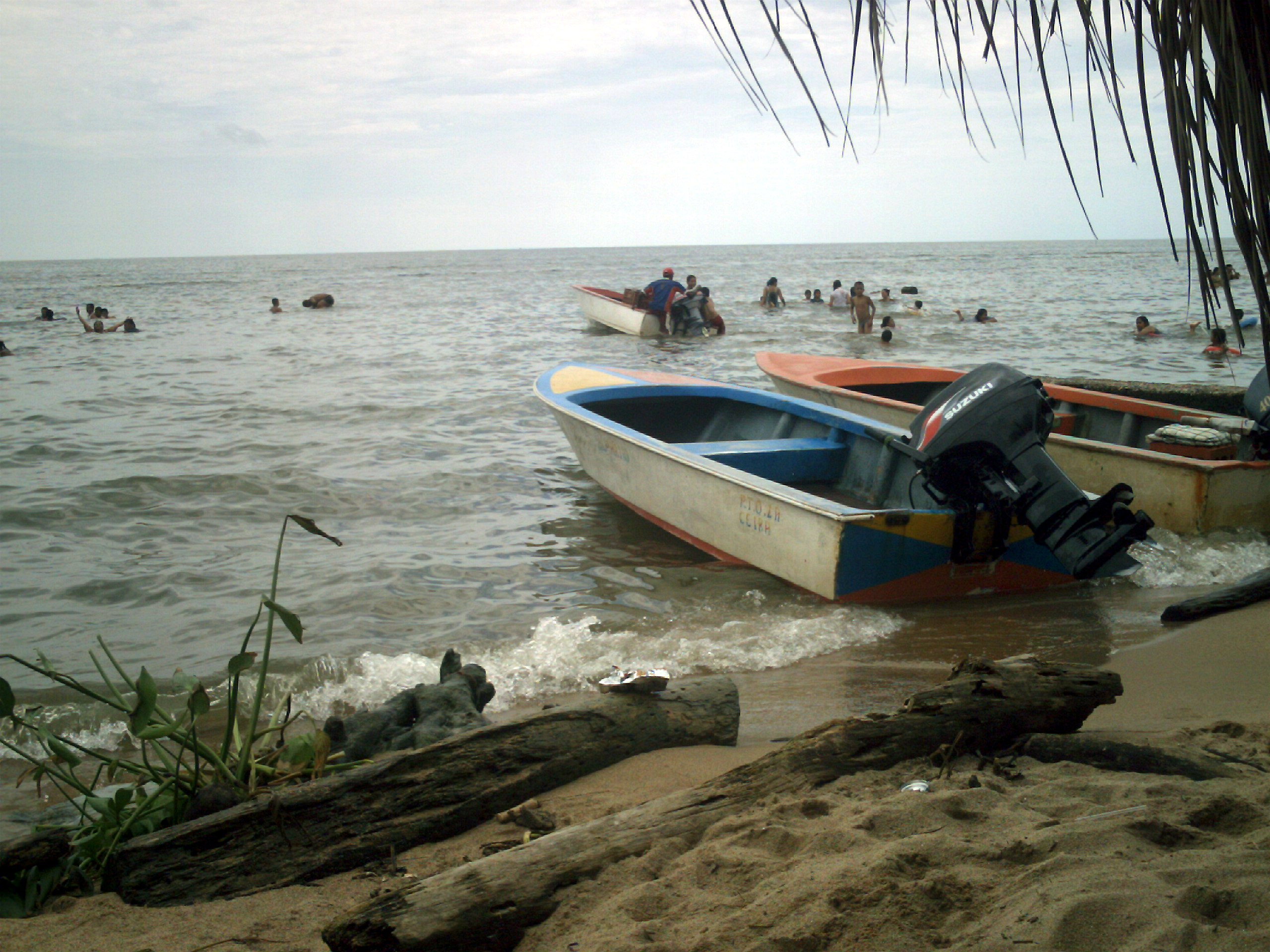
Пляж Бобур
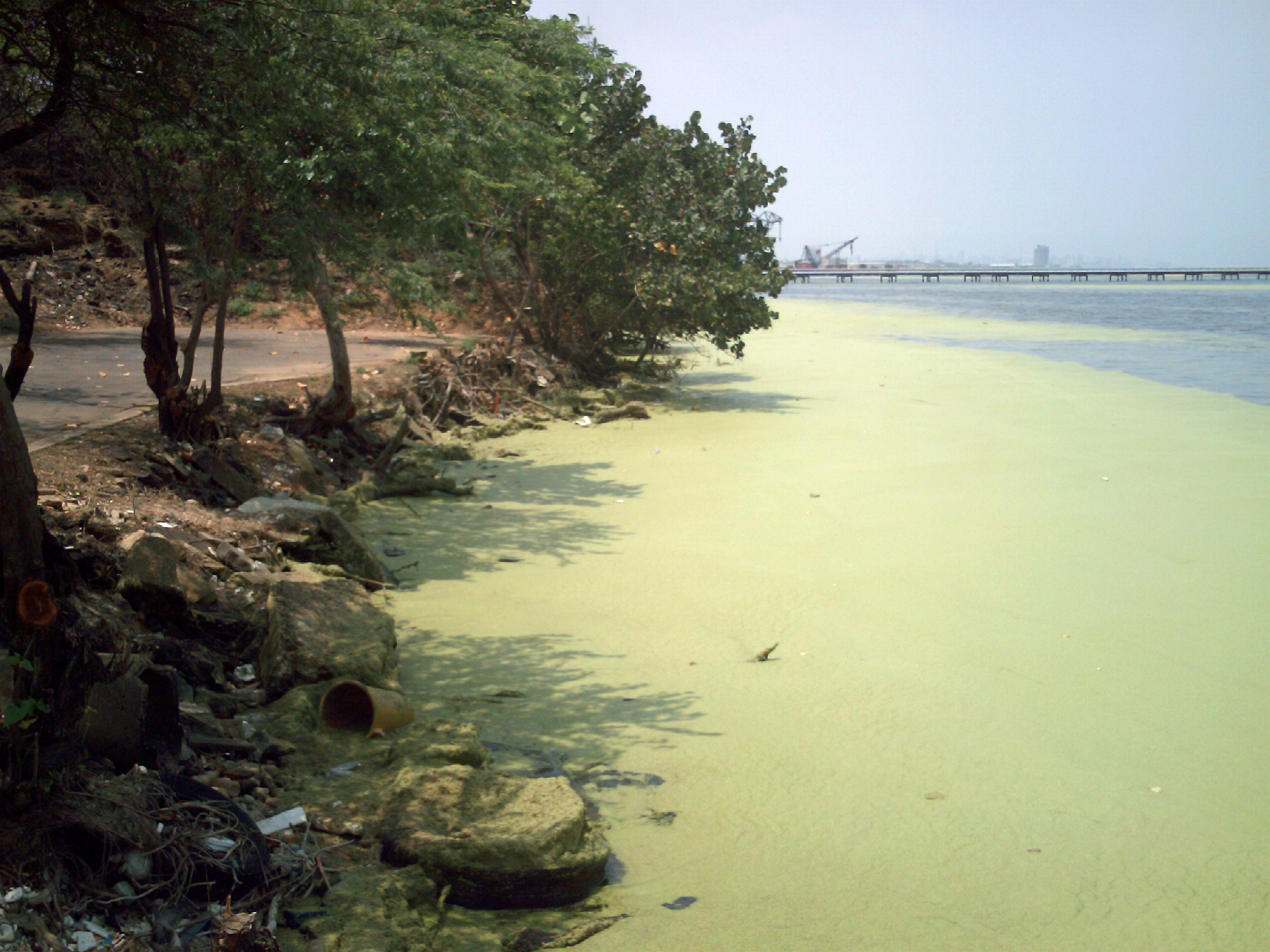
Берег